# Осан (місто)
Осан (кор. 오산) — місто у Південній Кореї.

## Географія
Розташований за 60 кілометрів на південь від Сеула.

### Клімат
Місто знаходиться у зоні, котра характеризується вологим континентальним кліматом зі спекотним літом. Найтепліший місяць — липень із середньою температурою 25.6 °C (78 °F). Найхолодніший місяць — січень, із середньою температурою -3.3 °С (26 °F).
| Клімат Осана            | Клімат Осана | Клімат Осана | Клімат Осана | Клімат Осана | Клімат Осана | Клімат Осана | Клімат Осана | Клімат Осана | Клімат Осана | Клімат Осана | Клімат Осана | Клімат Осана | Клімат Осана |
| Показник                | Січ.         | Лют.         | Бер.         | Квіт.        | Трав.        | Черв.        | Лип.         | Серп.        | Вер.         | Жовт.        | Лист.        | Груд.        | Рік          |
| Абсолютний максимум, °C | 12           | 17           | 22           | 28           | 32           | 33           | 36           | 37           | 32           | 28           | 22           | 16           | 37           |
| Середній максимум, °C   | 1            | 3            | 10           | 17           | 22           | 26           | 28           | 29           | 25           | 19           | 11           | 5            | 17           |
| Середня температура, °C | −3           | −1           | 5            | 11           | 17           | 22           | 25           | 25           | 20           | 13           | 6            | 0            | 12           |
| Середній мінімум, °C    | −8           | −6           | 0            | 5            | 11           | 17           | 21           | 21           | 15           | 7            | 1            | −5           | 6            |
| Абсолютний мінімум, °C  | −25          | −18          | −11          | −6           | 2            | 8            | 12           | 12           | 2            | −3           | −11          | −22          | −25          |
| Днів з опадами          | 13           | 11           | 11           | 11           | 10           | 12           | 18           | 16           | 10           | 9            | 12           | 13           | 146          |
| Днів з дощем            | 5            | 6            | 9            | 11           | 10           | 12           | 18           | 16           | 10           | 9            | 11           | 7            | 124          |
| Днів зі снігом          | 10           | 7            | 3            | 0            | 0            | 0            | 0            | 0            | 0            | 0            | 2            | 8            | 30           |
| ----------------------- | ------------ | ------------ | ------------ | ------------ | ------------ | ------------ | ------------ | ------------ | ------------ | ------------ | ------------ | ------------ | ------------ |
| Джерело: Weatherbase    |              |              |              |              |              |              |              |              |              |              |              |              |              |